# Rathaus (Tiefenroth)

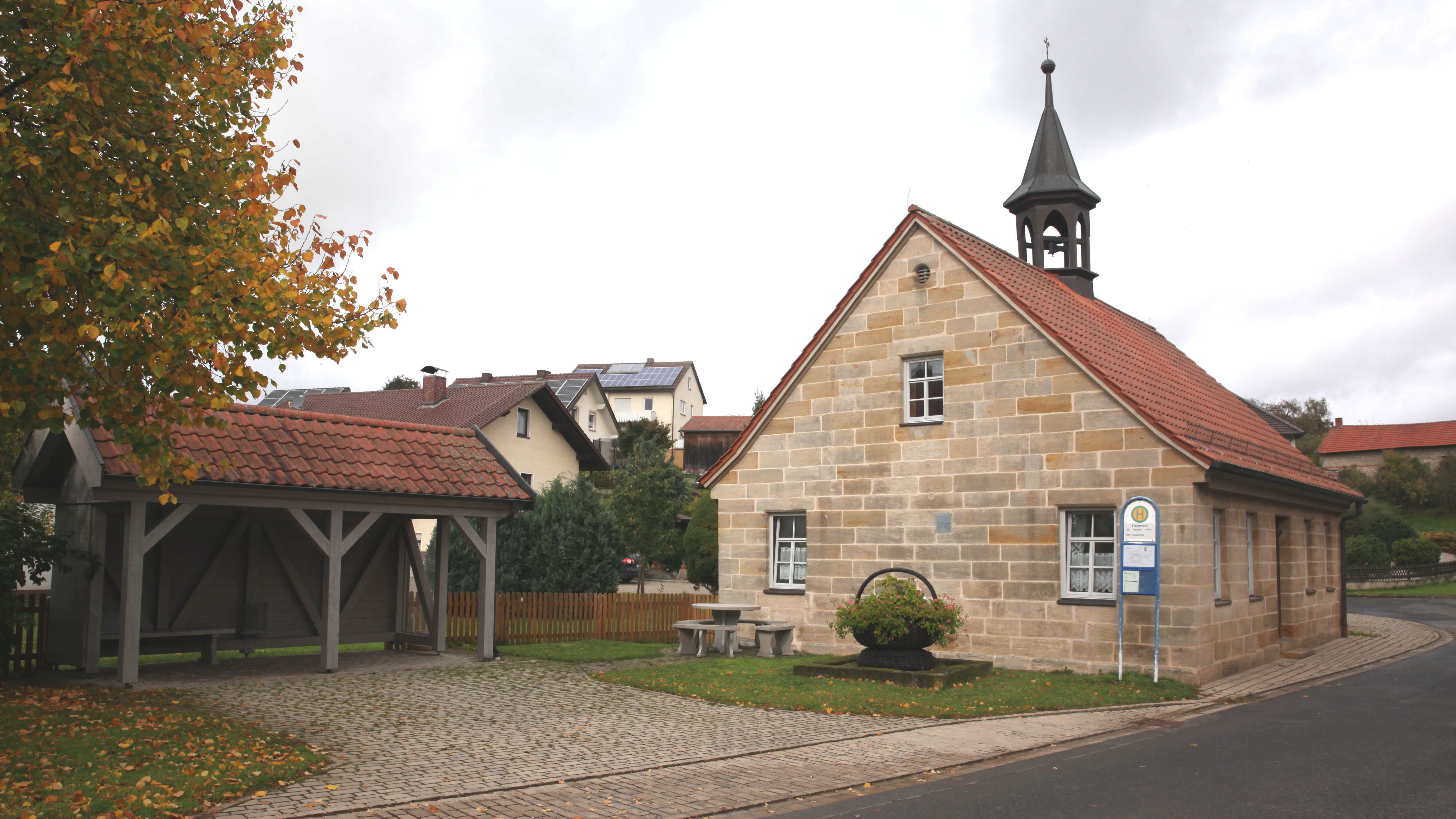
Ehemaliges Rathaus in Tiefenroth

Das Rathaus in Tiefenroth, einem Stadtteil von Lichtenfels im oberfränkischen Landkreis Lichtenfels in Bayern, wurde um 1860 errichtet. Das ehemalige Rathaus an der Birkacher Straße 5 ist ein geschütztes Baudenkmal. 
Der eingeschossige Satteldachbau mit Sandsteinquadermauerwerk hat einen sechseckigen offenen Dachreiter mit Glocke, der von einem Zeltdach mit Dachknauf und Kreuz bekrönt wird.